# ریزباستانیان
ریزباستانیان (نام علمی: Nanoarchaeota) نام یک شاخه از حوزه باستانیان است.